# Chersotis autumnalis
Chersotis autumnalis är en fjärilsart som beskrevs av Charles Oberthür 1880. Chersotis autumnalis ingår i släktet Chersotis och familjen nattflyn. Inga underarter finns listade i Catalogue of Life.